# SN 2006kb
SN 2006kb – supernowa typu Ia odkryta 12 października 2006 roku w galaktyce A201910-0103. W momencie odkrycia miała maksymalną jasność 20,20m.